# محبة النحاس
محبة النحاس (الاسم العلمي: Cupriavidus) هي جنس من البكتيريا، سلبية الغرام، تتبع فصيلة البيركهولدرات.

## أصنوفات
الأصنوفات الأدنى لهذا الكائن:
- كود سباركل
- تحديث القائمة

نوع:محبة النحاس البازيلية 
اسم علمي: Cupriavidus basilensis

نوع:محبة النحاس البامبية 
اسم علمي: Cupriavidus pampae

نوع:محبة النحاس البيناتوبونينية 
اسم علمي: Cupriavidus pinatubonensis

نوع:محبة النحاس التايوانينية 
اسم علمي: Cupriavidus taiwanensis

نوع:محبة النحاس التنفسية 
اسم علمي: Cupriavidus respiraculi

نوع:محبة النحاس الجيلاردية 
اسم علمي: Cupriavidus gilardii

نوع:محبة النحاس الفتاكة 
اسم علمي: Cupriavidus necator

نوع:محبة النحاس الكمبنينية 
اسم علمي: Cupriavidus campinensis

نوع:محبة النحاس اللاهارية 
اسم علمي: Cupriavidus laharis

نوع:محبة النحاس النادرة 
اسم علمي: Cupriavidus pauculus

نوع:محبة النحاس النومازونية 
اسم علمي: Cupriavidus numazuensis

نوع:محبة النحاس أليفة القلوية 
اسم علمي: Cupriavidus alkaliphilus

نوع:محبة النحاس ثاقبة الأوكسالات 
اسم علمي: Cupriavidus oxalaticus

نوع:محبة النحاس محتملة المعدن 
اسم علمي: Cupriavidus metallidurans

نوع:Cupriavidus madingerae 
اسم علمي: Cupriavidus madingerae

نوع:Cupriavidus nantongensis 
اسم علمي: Cupriavidus nantongensis

نوع:Cupriavidus plantarum 
اسم علمي: Cupriavidus plantarum

نوع:Cupriavidus yeoncheonensis 
اسم علمي: Cupriavidus yeoncheonensis